# Bisogène
La Bisogène  est un territoire faisant partie de la microrégion de la Rocca  en  Corse-du-sud (région Corse). Voisin de Sartène, il occupe les côtes et collines de la rive sud du golfe de Propriano.
Territoire peu peuplé, essentiellement constitué de rivages déchiquetés et de collines aujourd'hui couvertes de maquis, la Bisogène recèle de nombreux sites préhistoriques. Formant la partie sud-occidentale de la Rocca, elle a pour chef-lieu historique Grossa.

## Géographie

### Situation
La Bisogène est un territoire littoral de la façade sud-occidentale de la Corse. Elle occupe les côtes sud du golfe de Propriano et les collines environnantes. Ses reliefs débonnaires sont couverts de maquis et n'excèdent pas 600 mètres.

### Territoire
La Bisogène partage l'extrémité sud-occidentale de l'île avec l'Ortolo et le Freto. Les collines, principalement orientées est-ouest, partagent ce territoire en deux sous-ensembles distincts : au nord une façade maritime ouverte sur le golfe de Propriano que surplombent Belvédère et Tivolaggio et au sud une vallée déserte abritant en partie haute les villages perchés de Grossa et Bilia.
Les côtes découpées de la Bisogène s'étendent de l'embouchure du Rizzanese jusqu'au Capo di Senetosa en passant par Campomoro et sa tour. Depuis Senetosa, une petite arête orientée vers le nord-est dont le sommet est la Punta di Scandulaja (point culminant de la Bisogène à 609 mètres d'altitude) la sépare de l'Ortolo puis de la Tavaria. Le cours du Rizzanese forme la limite avec le Viggiano.

### Composition
Le territoire de la Bisogène comprend, du sud au nord, les territoires des communes de :
- Bilia (Bilia)
- Grossa (A Grossa)
- Tivolaggio (Tivulaghju), ancienne commune rattachée en 1974 à Propriano
- Belvédère-Campomoro (Belvidè), y compris les marines de Campomoro (Campumoru) et Portigliolo (Purtiddolu).

### Accès
La Bisogène se trouve à l'écart de la RN 196, principal axe routier à proximité qui relie Ajaccio à Bonifacio par Propriano et Sartène.
Le territoire compte seulement deux accès routiers de desserte :
- depuis Sartène, la RD 21 passe à Grossa puis rallie Belvédère. Depuis cet axe, de petites routes permettent de rejoindre Bilia (RD 221) ou Tivolaggio (RD 421).
- depuis Propriano, la RD 121 traverse Belvédère et dessert Campomoro.